# TOPAS
OT-62 TOPAS (cz. Transportér Obrnený PASovy) – gąsienicowy transporter opancerzony produkcji czechosłowackiej, produkowany od 1962 roku. Modernizacja radzieckiego transportera BTR-50. Używany przez liczne kraje, w tym Polskę, gdzie opracowano własną wersję uzbrojoną TOPAS 2AP.

## Historia
Podczas II wojny światowej na wyposażeniu wojsk desantowo-przeprawowych znajdowały się lekkie i średnie pojazdy amfibijne. Jednakże były to pojazdy nieuzbrojone i nieopancerzone, które wykorzystano jedynie do zabezpieczenia forsowania lub przepraw przez przeszkody wodne.
Dlatego, gdy w ZSRR po zakończeniu wojny rozpoczęto badania nad nowymi pojazdami bojowymi, stwierdzono, że ich własności trakcyjne muszą zapewnić sprawne operowanie w warunkach nizinnego obszaru Europy, z dużą ilością cieków wodnych. Przykładem pojazdu dostosowanego do tych wymagań był lekki czołg pływający PT-76 skonstruowany na przełomie lat 40. i 50. XX wieku. Na bazie tego czołgu radzieccy konstruktorzy postanowili opracować transporter opancerzony. Pojazd powstawał w kooperacji biura konstrukcyjnego zakładów mechaniczno-transportowych z Leningradu oraz zespołu inżynierów z fabryki traktorów z Czelabińska. W wyniku tych prac powstał opracowany w kwietniu 1950 roku prototyp oznaczony jako Obiekt 750. W tym samym roku prototyp poddano próbom państwowym. Testy te były nieudane, z powodu defektu napędu, który uniemożliwił ukończenie jazd próbnych. Rok później przeprowadzono kolejne testy i tym razem zakończyły się one pomyślnie. Wobec dobrych wyników prób w październiku 1952 roku wystąpiono o przyjęcie Obiektu 750 jako etatowego transportera dla jednostek piechoty. Ostatecznie decyzją Rady Ministrów ZSRR z 30 stycznia 1954 roku transporter przyjęto na wyposażenie pod oznaczeniem BTR-50P. W czasie doświadczeń zdobytych podczas pierwszych lat służby tych pojazdów w armii radzieckiej powstały wersje rozwojowe, które dostosowywały transporter do działań na atomowym polu walki. Transportery otrzymały m.in. zamknięte przedziały desantowe. Mimo że wozy z rodziny BTR-50 nie zdobyły szczególnego uznania w ZSRR (trwały tam już badania nad kołowym transporterem piechoty BTR-60 oraz gąsienicowym bojowym wozem piechoty), trafiły na wyposażenie wielu sojuszniczych armii Układu Warszawskiego (m.in. Bułgarii, Rumunii, Węgier, Czechosłowacji i NRD) oraz państw z Bliskiego Wschodu wspieranych przez ZSRR (m.in. Egiptu i Syrii).

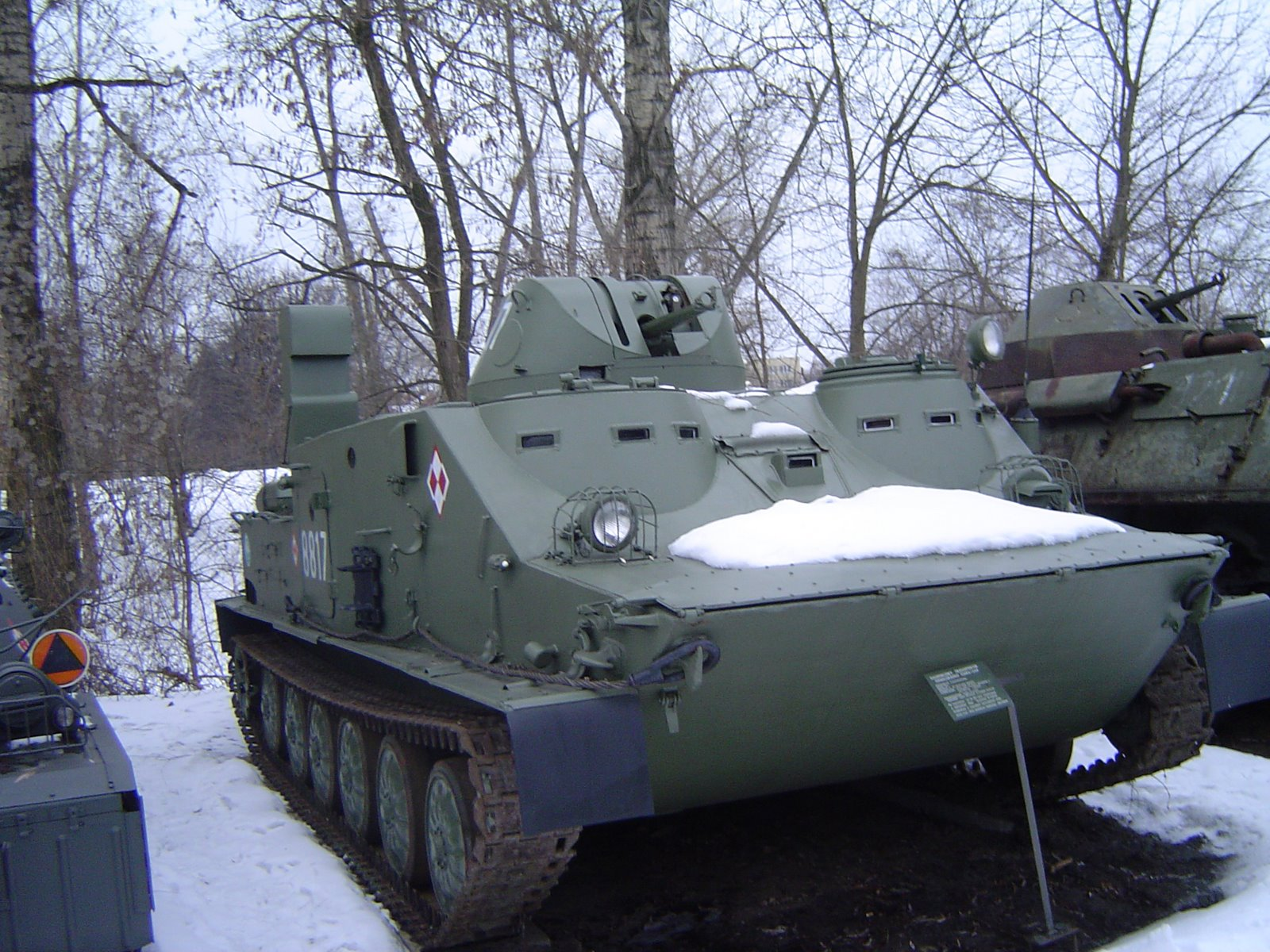
TOPAS 2AP ze zbiorów Muzeum Wojska Polskiego w Warszawie (fot. 2006 r.)

Czechosłowacja wraz z zakupem partii wozów BTR-50 zakupiła także licencję na ich produkcję. Dlatego też wkrótce po zakupie, w roku 1958 rozpoczęto prace nad opracowaniem własnej, głębokiej modernizacji transportera BTR-50. Przy pracach nad modernizacją dużą rolę przywiązano do unowocześnienia układu przeniesienia mocy oraz ogólnym zwiększeniu parametrów taktyczno-technicznych przy zachowaniu dotychczasowych wymiarów kadłuba i pojemności. Czechosłowaccy inżynierowie w nowym wozie zastosowali turbosprężarkę silnika PDH-10RN, dzięki czemu jego moc zwiększyła się z 240 do 300 KM. Spowodowało to zwiększenie maksymalnej prędkości jazdy z 45 km/h do 60 km/h, a także pływania z 10,2 km/h do 10,8 km/h. Niedużej przebudowie uległ też kadłub. W przedniej, górnej płycie wykonano dodatkową wieżyczkę dla trzeciego członka załogi. Ponadto pojazdy wyposażono w boczne drzwi do przedziału desantowego z wodoszczelnymi włazami. Wozy wyposażono też w wydajniejszy system filtracyjny oraz całkowicie nowe opancerzenie przedziału desantowego.
Nowy czechosłowacki wóz otrzymał nazwę TOPAS, będącą akronimem od Transportér Obrnený PASovy (pol. Transporter opancerzony gąsienicowy). Produkcję w zakładach PPS Detva rozpoczęto w roku 1962. Niedługo potem w roku 1963 przyjęto je na wyposażenie armii czechosłowackiej pod oznaczeniem wojskowym OT-62 (czes. Obrnený Transportér vzor 1962 – transporter opancerzony wz. 1962). Ponadto transportery TOPAS trafiły na wyposażenie innych państw Układu Warszawskiego (m.in. Polski), a także m.in. państw arabskich. Produkcję wozów zakończono w roku 1972, ogółem powstało 2641 pojazdów różnych wersji.

## Warianty i modernizacje

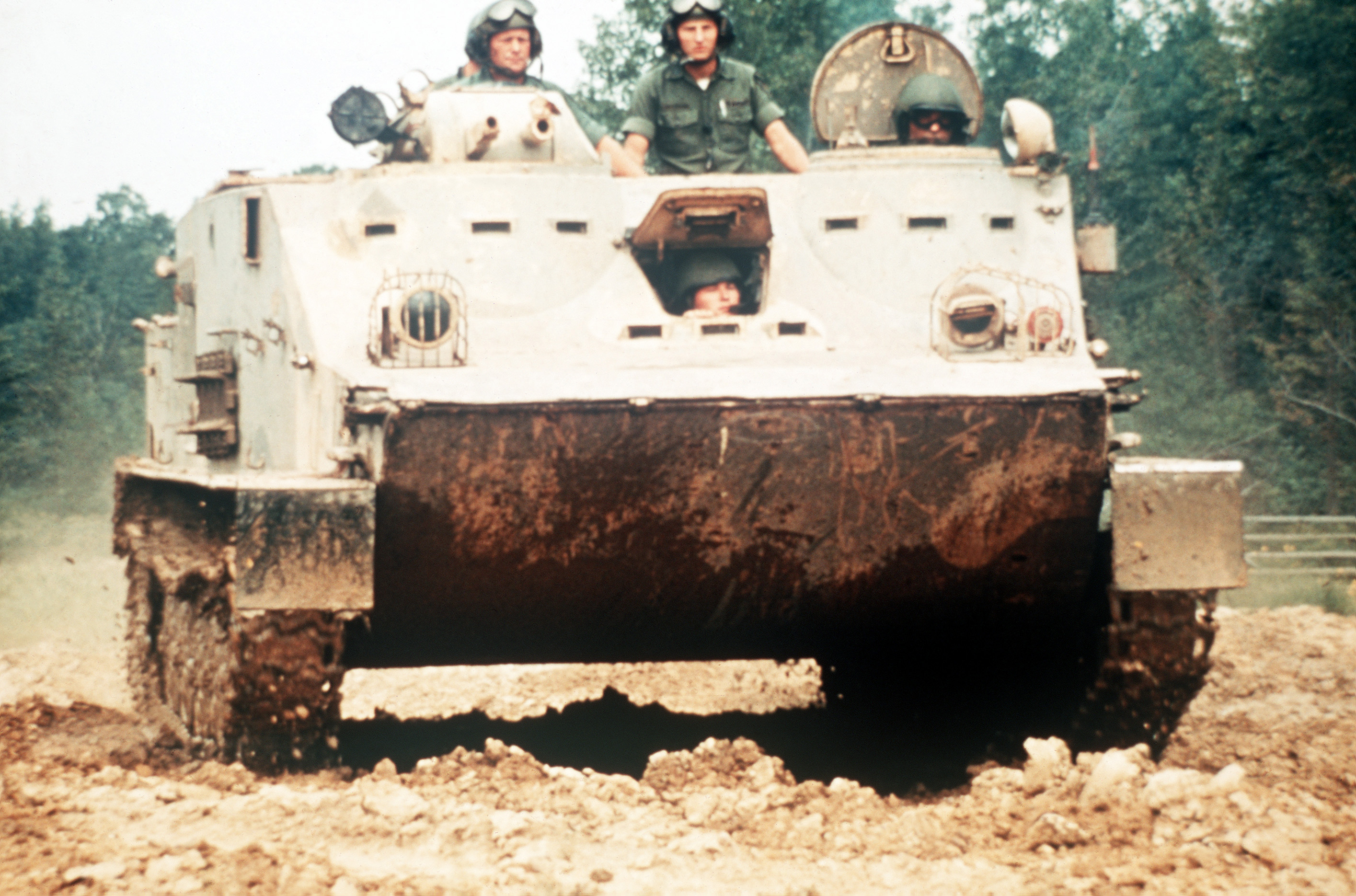
OT-62B

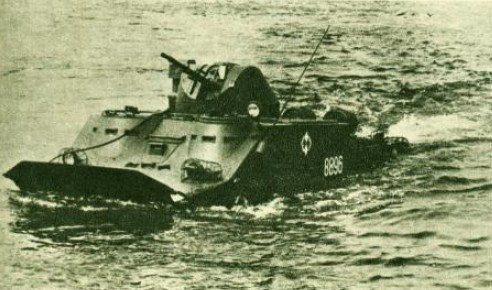
TOPAS 2-AP

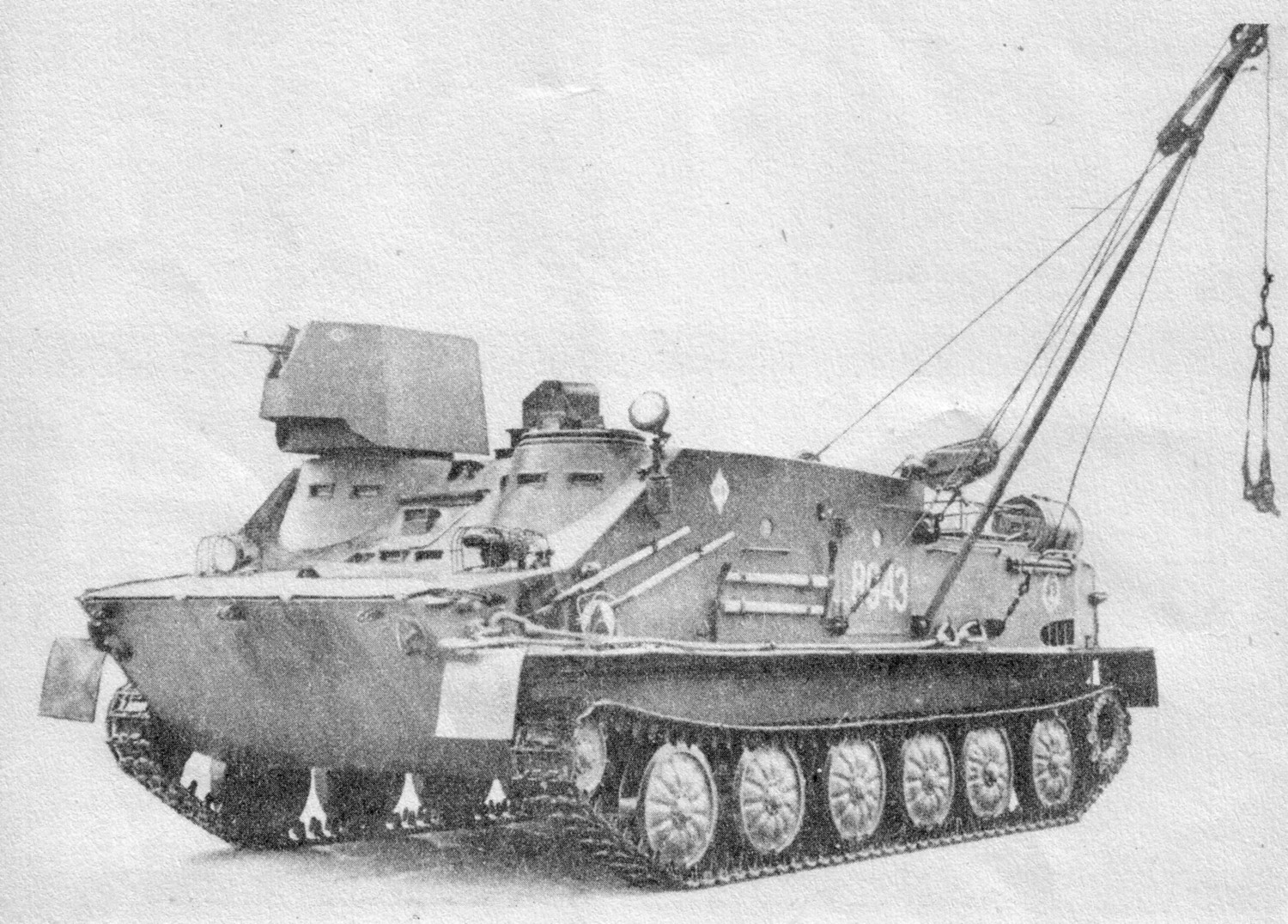
WPT-TOPAS

W Czechosłowacji transportery TOPAS produkowano w kilku wariantach:
- OT-62A „AUTOBUS” – wariant podstawowy, bez stałego uzbrojenia. Wykorzystywany również do zastosowań cywilnych[1][5],
- OT-62B – wariant uzbrojony w karabin maszynowy vz. 59 kal. 7,62 mm umieszczony w małej wieży obrotowej oraz działo bezodrzutowe T-21 Tarasnice kal. 82 mm umieszczone na zewnątrz[1][3][2],
- OT-62C wersja I – transporter opancerzony przeznaczony do przewozu drużyny piechoty z pełnym wyposażeniem bojowym (3 członków załogi i 12 żołnierzy desantu)[1],
- OT-62C wersja II – transporter opancerzony przeznaczony do przewozu działonów moździerzy (2 moździerze 82 mm oraz 8 artylerzystów)[1],
- OT-62 BETA – wariant przystosowany do transportu działa bezodrzutowego BZK vz. 59. Pojazd był tak zmodyfikowany, by możliwe było prowadzenie ognia z działa BZK zamontowanego na nim[6],
- OT-62/R2 – wóz dowodzenia opracowany w roku 1965. Po zakończeniu testów wojskowych w roku 1967 rozpoczęto produkcję seryjną. Pojazd w tym wariancie nie posiadał uzbrojenia, zamiast tego wyposażono go w dodatkowe radiostacje: R-112, R-105d i R-105u. Wozy tego typu znajdowały się na wyposażeniu armii czechosłowackiej, a także trafiły do zagranicznych użytkowników[5],
- OT-62/R3 – wóz dowodzenia[3],
- OT-62/R4 MT – wóz dowodzenia[3],
- DTP-62 – wóz zabezpieczenia technicznego. Wyposażenie specjalistyczne obejmowało m.in. składany żuraw o udźwigu do 1 t, zestaw do cięcia i spawania gazowego, zestaw narzędzi SNK-2 oraz agregat prądotwórczy o mocy 1200 W. Uzbrojenie stanowił ukm vz. 59 kal. 7,62 mm[1][7],
- DTP-62M – zmodernizowany wóz zabezpieczenia technicznego przeznaczony do współpracy z transporterami TOPAS, BMP-1 oraz czołgami T-55. Zmiany w stosunku do DTP-62 obejmowały m.in. wyposażenie wozu w dodatkowe zestawy narzędziowe oraz zamontowanie żurawia o zwiększonym udźwigu do 1,5 t[8],
- DTP-62/72 – wóz zabezpieczenia technicznego przeznaczony do współpracy z czołgami T-72. Wyposażenie specjalne różni się od wozów DTP-62 i DTP-62M, umożliwia ono naprawy czołgów T-72 w warunkach bojowych[9].

W Polsce również stworzono kilka modernizacji wozów TOPAS. Umowa na zakup tych pojazdów od Czechosłowacji zawierała klauzulę, że Polska może prowadzić prace modernizacyjne nad wozem TOPAS bez potrzeby uzyskiwania zgody producenta na poszczególne modyfikacje. Do stworzonych w Polsce modernizacji należały:
- TOPAS 2-AP – wariant wyposażony w uzbrojoną wieżę, opracowany w latach 1968-1971 przez inżynierów z WAT. W wyniku tych prac opracowano wieżę o masie 700 kg (taką samą wieżę montowano na transporterach SKOT 2AP). Zawierała ona uzbrojenie w postaci wkm KPWT kal. 14,5 mm oraz sprzężony z nim km PKT kal. 7,62 mm z celownikiem optycznym. Pole ostrzału poziomego wynosiło 360º, zaś w pionie od -5º do +78º. Przebudowano też przedział desantowy, zamontowano osłony wlotów powietrza do silników i układu filtracyjnego oraz dodatkowe zbiorniki paliwa. Przebudowa pojazdów do tego wariantu odbywała się w Hucie w Ostrowcu Świętokrzyskim. Pierwsze strzelania z przebudowanych pojazdów oznaczonych jako TOPAS 2-AP przeprowadzono w lipcu 1971 roku na poligonie w Ustce[1]. Pojazdy te występowały w dwóch odmianach: w odmianie dla plutonów desantowych (3 osoby załogi oraz 12 żołnierzy desantu z pełnym oporządzeniem) oraz w odmianie dla plutonów moździerzy (3 osoby załogi oraz 2 moździerze i 8 żołnierzy ich obsługi)[1][2],
- TOPAS R-2 – wóz dowodzenia szczebla taktycznego dla dowódców kompanii. Zastosowane wyposażenie radiowe zapewniało łączność wewnętrzną w sieci dowódcy pułku. Dodatkowe wyposażenie radiowe składało się z dwóch radiostacji R-105 oraz jednej R-112[1],
- TOPAS R-3 – wóz dowodzenia szczebla taktycznego z bogatszym wyposażeniem radiowym dla zapewnienia łączności na szczeblu taktycznym pułk-dywizja. Dodatkowe wyposażenie radiowe składało się z dwóch radiostacji R-105, jednej R-112 oraz jednej R-311[1],
- WPT TOPAS – wóz pogotowia technicznego opracowany w WITPiS na bazie projektu ppłk. Stanisława Palecznego i mjr. Bogdana Malczewskiego z 7. DD. Głównym zadaniem tych wozów była ewakuacja z pola walki (także z wody) uszkodzonych transporterów TOPAS oraz czołgów PT-76, a także holowanie pojazdów, dokonywanie drobnych napraw na polu walki i udzielanie pomocy rannym załogom innych pojazdów. Wyposażenie tych pojazdów składało się z: wyciągarki mechanicznej o uciągu 2,5 t liną o długości 600 m (służąca do holowania lub wyciągania pojazdów z wody), rzutki do dostarczenia liny holowniczej z WPT do uszkodzonego wozu, dźwigu-strzały o nośności 1 t, zasobników z zestawami narzędzi i przyrządów naprawczych, gazowego zestawu spawalniczego oraz pontonu i przyrządów dla płetwonurków. Pojazd posiadał też uzbrojenie w postaci karabinu maszynowego PK kal. 7,62 mm z osłoną pancerną, umieszczonego w obrotnicy na prawej wieżyczce wozu. Możliwe poziome pole ostrzału wynosiło 360º, pionowe zaś od -15º do +80º. Dodatkowym uzbrojeniem był także przewożony wewnątrz pojazdu ręczny granatnik przeciwpancerny RPG-7[1][2].

## Użytkownicy
Wozy TOPAS, oprócz Czechosłowacji, trafiły także na wyposażenie armii innych państw Układu Warszawskiego, do Afryki oraz na Bliski Wschód. Eksportowano je do Angoli, Bułgarii, Egiptu, Indii, Iraku, Libanu, Maroka, Polski i Sudanu.

### Polska
W ramach umów gospodarczych i współpracy pomiędzy Polską oraz Czechosłowacją zakupiono wozy TOPAS.
Pierwsze transportery dostarczono w 1965 roku. Większość zakupionych transporterów TOPAS trafiło do sformowanej w roku 1963 7 Łużyckiej Dywizji Desantowej, gdzie miały stanowić podstawowy środek walki i transportu oddziałów desantowych. Kilkanaście transporterów początkowo przekazano instytutom badawczym oraz ośrodkom szkolenia. Po ukompletowaniu, dywizja miała 138 transporterów, w tym 130 bojowych. 
Dostarczone Polsce transportery nie posiadały żadnego uzbrojenia, dlatego też w Polsce przebudowano je, wyposażając w wieżę z uzbrojeniem w postaci wkm KPWT kal. 14,5 mm oraz sprzężonym z nim km PKT kal. 7,62 mm, oznaczony jako TOPAS 2-AP. Pojazdy te występujące w dwóch odmianach (dla plutonów desantowych oraz w odmianie dla plutonów moździerzy) były podstawowymi pojazdami TOPAS w polskich wojskach desantowych. Poza tym wykorzystywano jeszcze wozy dowodzenia TOPAS R-2 i TOPAS R-3 oraz opracowany w Polsce wóz pogotowia technicznego WPT-TOPAS.
W grudniu 1970 roku transporterów TOPAS użyto do tłumienia protestów robotniczych na Wybrzeżu. Podczas zajść w Gdańsku stracono dwa spalone wozy, kilka innych zostało uszkodzonych. Stracone pojazdy trafiły potem na przykoszarowe place ćwiczeń, gdzie jako „pomoce dydaktyczne” służyły szkoleniu żołnierzy w gaszeniu wozów bojowych.
Według danych z marca 1974 roku na stanie 7 Łużyckiej Dywizji Desantowej znajdowało się 126 transporterów TOPAS, w tym 104 uzbrojone i 22 dowodzenia. Do pełnego etatu brakowało 12 pojazdów. W drugiej połowie lat 70. XX wieku w linii znajdowało się już 136 transporterów. W sierpniu 1986 7 Dywizję Desantową przemianowano na 7 Brygadę Obrony Wybrzeża, na której wyposażeniu wciąż znajdowało się 138 transporterów. Jednakże w tym czasie pojazdy TOPAS były już dość zużyte i wyraźnie ustępowały nowym konstrukcjom tego typu. Głównym mankamentem było niewystarczające uzbrojenie (m.in. brak wyrzutni PPK) oraz opancerzenie. Co prawda na przełomie lat 60. I 70. XX wieku prowadzono prace nad dozbrojeniem transporterów TOPAS oraz SKOT w wyrzutnie systemu 9M14M „Malutka”, jednakże zaniechano je w obliczu wprowadzenia na wyposażenie ludowego Wojska Polskiego wozów BWP-1.
W grudniu 1989 roku w 7 Brygadzie Obrony Wybrzeża przeprowadzono reorganizację i zmniejszono liczbę wozów wszystkich wersji z etatowych 137 do 95 (w tym 72 bojowe, 14 R-2, 7 R-3 i 2 WPT). Stan ten utrzymywał się do 1994 roku. W roku 1994 z wyposażenia Wojska Polskiego wycofano transportery TOPAS, co wiązało się rozwiązaniem 7 Brygady Obrony Wybrzeża.

## Porównanie danych technicznych różnych wariantów
|                                             | BTR-50P                             | OT-62A         | OT-62B                                                                                             | DTP-62                    | TOPAS 2AP                                                              | WPT TOPAS                          |
| ------------------------------------------- | ----------------------------------- | -------------- | -------------------------------------------------------------------------------------------------- | ------------------------- | ---------------------------------------------------------------------- | ---------------------------------- |
| Masa całkowita [t]                          | 13,9                                | 15             | 15                                                                                                 | 17                        | 16,4                                                                   | 15                                 |
| Załoga+desant                               | 2+20                                | 2+16           | ?                                                                                                  | ?                         | 3+12                                                                   | 2+6                                |
| Wymiary (długość, szerokość, wysokość) [mm] | 7070x3140x2030                      | 7000x3140x2100 | 7000x3140x2370                                                                                     | 7100x3140x2375            | 7000x3140x2725                                                         | 7000x3140x2720                     |
| Uzbrojenie (zapas amunicji)                 | 1x km SGMB kal. 7,62 mm (1250 szt.) | -              | 1x km vz. 59 kal. 7,62 mm (2500 szt.) 1x działo bezodrzutowe „Tarasnica” T-21 kal. 82 mm (18 szt.) | 1x km vz. 59 kal. 7,62 mm | 1x wkm KPWT kal. 14,5 mm (500 szt.) 1x km PKT kal. 7,62 mm (2000 szt.) | 1 x km PK kal. 7,62 mm (1000 szt.) |

Źródła:,, .

## Egzemplarze muzealne
TOPAS jest eksponowany w: 
- Muzeum Wojsk Lądowych w Bydgoszczy – OT-62 TOPAS-2AP, nr taktyczny pojazdu 8818,
- Muzeum Regionalnym w Dębicy – OT-62 TOPAS-2AP, brak nr taktycznego,
- Muzeum Ziemi Grodziskiej w Grodzisku Wielkopolskim – OT-62 TOPAS-2AP, brak nr taktycznego,
- Muzeum Wojska Polskiego w Warszawie; park plenerowy przed siedzibą główną muzeum – OT-62 TOPAS-2AP, brak nr taktycznego,
- Muzeum Polskiej Techniki Wojskowej w Warszawie – OT-62 TOPAS-2AP, brak nr taktycznego[11].
- Muzeum Sprzętu Wojskowego w Mrągowie – OT-62 TOPAS-2AP
- Muzeum Oręża Polskiego w Kołobrzegu – wersja uzbrojona, egzemplarz eksponowany na wystawie plenerowej.
- Schron „Marysieńka” w Rzeszowie – OT-62 TOPAS-2AP